# Барабой (Молдова)
Барабой (рум. Baraboi) — село в Молдові в Дондушенському районі. Утворює окрему комуну. 

## Уродженці
- Панциру  Тудор Михайлович — молдавський і румунський юрист, голова Конституційного суду Республіки Молдова з 2017 до 2018 року.